# Marco Sciarra
Marco (di) Sciarra, conosciuto anche come Marco Sciarpa (Rocca Santa Maria, 1550 (?) – Ascoli Piceno, 1593), è stato un brigante italiano, famigerato bandito che ha vissuto ed operato nella seconda metà del secolo XVI  nei territori dell'Italia centrale e meridionale.

## Briganti pastori

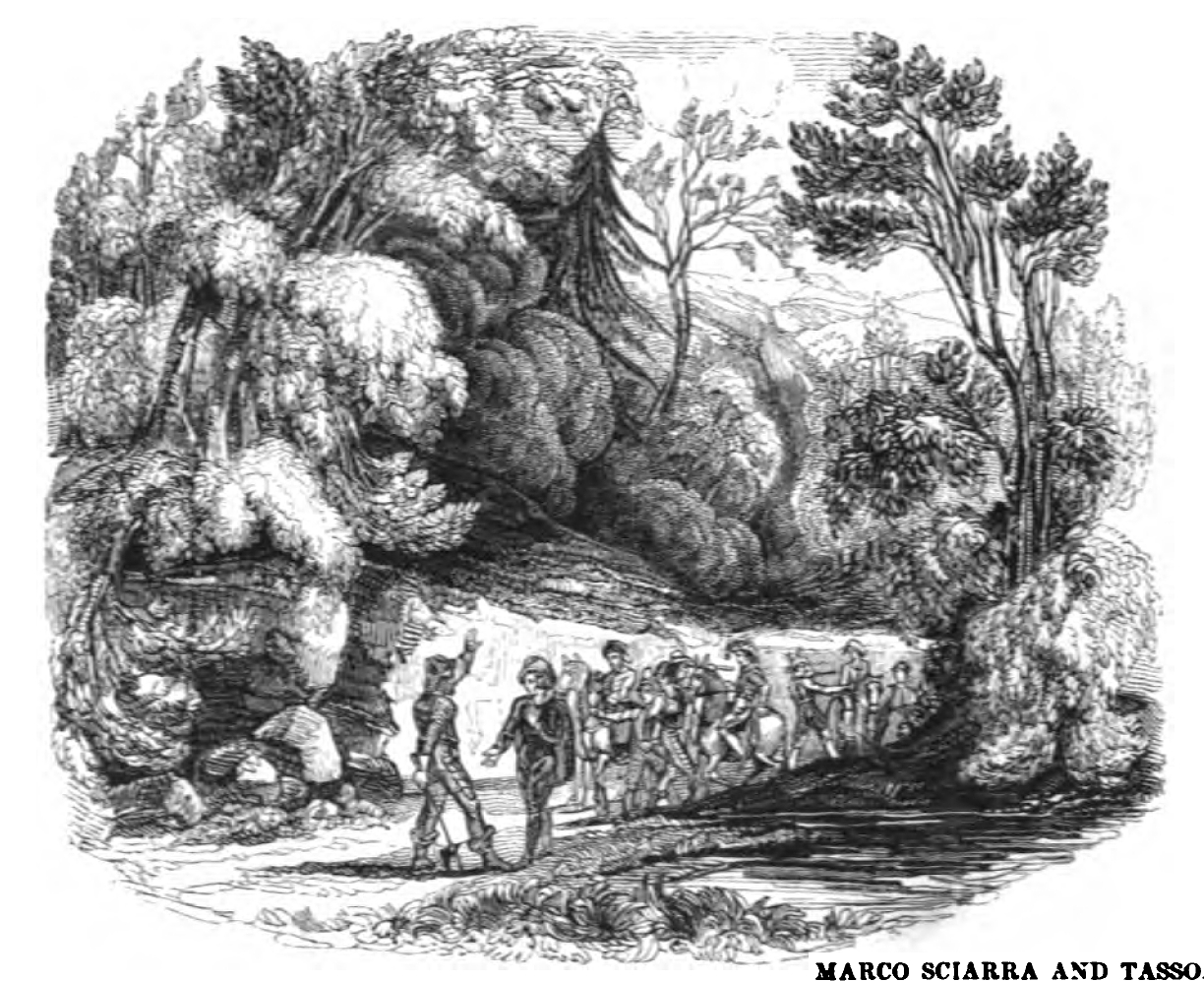
Torquato Tasso catturato da Marco Sciarra

Abruzzese, originario di Castiglione della parrocchia di Riano presso Rocca Santa Maria nella montagna teramana, «homo, benché di vil condizione, d'animo e di spirito elevato» - come lo descrive Tommaso Costo, storico erudito napoletano del tempo - lo Sciarra si era unito ai banditi che infestavano la Campagna Romana nel 1584.
Spesso il vagabondaggio dei poveri e dei soldati mercenari sbandati con la fine delle guerre d'Italia, nel 1559, si trasformava in banditismo. Questo accadeva nelle zone di collegamento tra pianura e montagne: l'aumento della popolazione cacciava di continuo dai monti uomini che non riuscivano a trovare spazio nell'economia dell'allevamento seminomade e la trasformazione da pastore transumante a bandito era un fenomeno molto frequente nella campagna romana caratterizzata dal latifondo nobiliare. 
Si trattava per lo più di contadini ridotti alla fame e di pastori che avevano iniziato la loro carriera banditesca rubando qualche capo di bestiame ai latifondisti romani. Anche numerosi preti di campagna, simboli di un malcontento e di un malessere molto diffusi nel clero rurale, andarono ad ingrossare le file dei banditi. I pastori-briganti cresciuti nel territorio dei loro pascoli conoscevano bene i luoghi dove opereranno come banditi: dopo le incursioni trovavano rifugio sulle montagne dove conoscevano grotte in cui ripararsi spesso sconosciute a chi li inseguiva, che disabituato alle lunghe marce su scoscesi pendii, arrancava dietro i loro rapidi spostamenti.
Una sorta di guerriglieri dunque che seguivano la tattica del mordi e fuggi,  più che fuorilegge alla ventura e in più ben guidati e organizzati da tre luogotenenti dello Sciarra: Pacchiarotto, Battistella da Fermo e Luca, fratello di Marco. In breve tempo per il suo coraggio e le sue capacità di comando Sciarra era stato riconosciuto come capo da vari gruppi sparsi di briganti che formarono alla fine un esercito di circa un migliaio d'uomini che conducevano una vera e propria guerra per bande che partendo dai monti abruzzesi si estendeva dalle Marche alla Campagna Romana arrivando fino al napoletano e in Puglia.

## Flagellum Dei
«Marcus Sciarra, flagellum Dei, et commissarius missus a Deo contra usurarios et detinentes pecunias otiosas» («Marco Sciarra, flagello di Dio, e inviato da Dio contro gli usurai e quelli che posseggono denaro improduttivo»): così si definiva il bandito che ebbe fama popolare poiché, come riportavano gli "Avvisi", una specie dei giornali del tempo, Sciarra rubava ai ricchi per ridistribuire ai poveri.
Quelli che erano terrorizzati dalla banda di Sciarra erano quindi coloro che possedevano ricchezze che non investivano per generare lavoro e benessere per i poveri e che prosperavano invece con l'usura che rendeva i poveri sempre più miseri. Questo spiega perché inutilmente il governo del Papa aveva cercato di eliminare l'appoggio che i contadini davano ai banditi che, in genere, rispettavano le loro poche proprietà e il loro modo di vivere mentre i soldati papalini saccheggiavano e uccidevano.
Non meraviglia quindi la fioritura di racconti e leggende contadine sul bandito chiamato il "Re della campagna" per la sua generosità verso i suoi stessi nemici o per la sua gentilezza d'animo e cavalleria. Si racconta che un giorno presso Ripattoni si trovò ad assistere ad una festa nuziale. Sotto gli sguardi terrorizzati degli sposi e degli invitati che avevano riconosciuto lui e la sua masnada, scese tranquillamente da cavallo, chiese alla sposa di concedergli un ballo e, infine, dopo aver danzato anche con le altre donne, messo mano al suo cappello fece una colletta tra i suoi uomini e del denaro, si presume raccolto in abbondanza, ne fece dono alla sposa.

## Lo scontro con gli spagnoli
La morte di papa Sisto V nell'agosto del 1590 coincise con una grande carestia che colpì la città di Roma. Il nuovo pontefice, papa Urbano VII era morto dopo solo dodici giorni di pontificato e nel nuovo conclave accendevano gli animi dei cardinali i contrasti tra il granduca di Toscana Ferdinando I e gli spagnoli che si scontravano per far eleggere un loro candidato.
A peggiorare la situazione cominciarono a circolare voci presso il popolo romano di una possibile incursione nella città del bandito Marco Sciarra che insieme all'altro capobanda Battistello da Fermo, con un piccolo esercito di un centinaio di fuorilegge, si diceva che si apprestassero ad assalire il sacro collegio cardinalizio per riscuoterne un riscatto. Le due formazioni di fuorilegge si trovavano in effetti da alcuni mesi alle porte della città effettuando numerosi saccheggi e scorrerie. Inoltre si temeva che qualcuno potesse accordarsi con i briganti per influire sull'elezione del nuovo papa. Gli spagnoli avevano promesso di rifornire di viveri la città in cambio dell'elezione a papa di un loro candidato ma intanto tenevano il grano fermo sui moli del porto di Napoli.
Finalmente nel dicembre del 1590, sbloccatasi la pericolosa situazione d'instabilità con l'elezione di papa Gregorio XIV, uno dei favoriti degli spagnoli il viceré spagnolo, decise che era giunto il momento di sbarazzarsi una volta per tutte della banda di Sciarra che nel frattempo aveva ingrossato le sue file con l'arrivo di Alfonso Piccolomini, duca di Monte Marciano, caduto in disgrazia del granduca Ferdinando, e ora a capo di una banda che operava in Romagna. Risoluto a sterminare i banditi il viceré allestì un esercito di 4 000 uomini comandati da Carlo Spinelli "soldato di molto senno e valore" e per tagliare la testa alla banda promise anche una grossa ricompensa di 4 000 ducati per chi avesse ucciso Marco Sciarra e di 3 000 per la morte di suo fratello Luca.
Il "Re della campagna per nulla intimorito continuava a taglieggiare e saccheggiare nella campagna romana giungendo a sfidare presso Albano i soldati del papa. I due banditi alleati erano i padroni indisturbati di un vasto territorio che andava dal Po e le paludi di Ravenna fino alle zone boscose del Vesuvio. La foresta della Faiola, situata a poca distanza da Roma sulla via di Napoli, era stata scelta come il quartier generale di Sciarra che assediato in un casale dai soldati spagnoli si salvò in extremis per l'intervento inatteso della banda di Piccolomini.
Il capobanda così riuscì ancora una volta a non farsi prendere ma il suo alleato Piccolomini fu catturato in Romagna e condotto a Firenze dove fu giustiziato. La spedizione degli spagnoli alla fine non concluse nulla anzi, come si racconta, persino lo stesso capo dell'esercito spagnolo Spinelli, che cavalcava un vistoso cavallo bianco, sarebbe stato ucciso se lo stesso Marco Sciarra, che stimava e ammirava il suo nemico,  non avesse ordinato a tutta la sua banda di non colpirlo.

## L'assedio di Cerreto Laziale
Nel 1592, Sciarra aveva stabilito ad Itri il suo quartier generale nel castello che domina la città, taglieggiando i viaggiatori che percorrevano la Via Appia. Tra questi malcapitati, racconta la leggenda popolare, fu Torquato Tasso, che riconosciuto dal bandito fu fatto proseguire senza che gli fosse recato danno.
Nell'aprile dello stesso anno la banda di Sciarra ebbe modo di capire che la simpatia e la collaborazione dei contadini, pressati dalle minacce delle autorità, incominciava a venir meno. I briganti erano in marcia probabilmente verso il paese di Subiaco ma per arrivarci si doveva necessariamente passare per la strada che attraversava Cerreto Laziale. Sciarra promise che lui e i suoi compagni non avrebbero arrecato danno a nessuno e chiese alle autorità di passare. Ma i Cerretani temevano più i papalini che lui e rifiutarono il permesso. I briganti allora pensarono che con un solo colpo si potevano ottenere più risultati: riportare con la forza alla sottomissione i cerretani, passare e saccheggiare quanto gli capitava tra le mani. I cerretani se la videro brutta: le truppe del papa, chiamate in soccorso non arrivavano e l'assedio dei banditi stava per avere successo. Durante la notte i banditi si accampavano e si riparavano a dormire nei fienili sotto le mura del paese; fu allora che un ingegnoso cerretano, rimasto sconosciuto, ebbe un'idea: prese una gatta, le legò uno straccio imbevuto di una sostanza infiammabile, gli diede fuoco e buttò dalle mura il disgraziato animale sui fienili. 
La povera bestia fuggì dando fuoco ai fienili e i briganti sorpresi nel sonno e bruciacchiati vennero messi in fuga da una sortita dei paesani, i quali però dovettero concludere l'opera impegnandosi a spegnere il fuoco che ora minacciava di appiccarsi all'intero paese riuscendovi, come si racconta, solo per l'intercessione diretta di Sant'Agata la martire che aveva fermato la lava dell'Etna che stava per incendiare Catania. L'episodio, probabilmente abbellito dalla fantasia popolare dimostra in realtà come lo Sciarra non godesse più dell'appoggio dei contadini e come fosse ormai iniziata la fase discendente della sua avventura brigantesca.

## Al servizio di Venezia
Sempre più ostacolata dall'esercito del papa e da quello spagnolo, la banda di Sciarra cominciò a disperdersi; il capobanda quindi pensò bene di mettersi sotto la protezione della Repubblica di San Marco offrendole con i suoi compagni più devoti il suo aiuto militare. Venezia, che aveva bisogno di soldati per la sua guerra contro gli Uscocchi, accettò ma i suoi rapporti con lo Stato della Chiesa, già tesi per la politica di autonomia che il governo veneziano conduceva nei confronti del papato, peggiorarono. 
Il nuovo papa Clemente VIII non tollerava che i veneziani dessero protezione a banditi che si erano macchiati di tanti crimini nel suo territorio e minacciava rappresaglie; inutilmente un'ambasceria veneziana aveva tentato di farlo desistere dal richiedere la consegna dello Sciarra. Per risolvere il conflitto diplomatico con la Chiesa i veneziani escogitarono allora l'espediente di spedire la banda di Sciarra a Candia per sostituire i soldati decimati dalla peste che infieriva in quei luoghi. Com'era prevedibile i cinquecento banditi furono anch'essi uccisi dalla pestilenza e se ne salvarono solo poche decine, mentre Sciarra, che non aveva obbedito all'ordine di imbarcarsi, era fuggito con alcuni compagni oltre il confine veneziano.
Riparato nuovamente nello Stato della Chiesa, il bandito era pronto a riprendere la sua carriera brigantesca quando nel 1593 venne ucciso nei pressi di Ascoli Piceno in località la Croce, da un suo compagno, Battistello, che in questo modo si guadagnò il perdono e la grazia del papa per sé e per i suoi compari.